# Piestopleura flavimanus
Piestopleura flavimanus är en stekelart som beskrevs av Jean-Jacques Kieffer 1926. Piestopleura flavimanus ingår i släktet Piestopleura och familjen gallmyggesteklar. Inga underarter finns listade i Catalogue of Life.